# Bouaflé
 (juin 2024).
Ne doit pas être confondu avec Bouafle.
Bouaflé est une ville de Côte d'Ivoire, située au centre-ouest du pays. 
Bouaflé est à la fois le chef-lieu du département éponyme et de la région de la Marahoué.

## Géographie

### Superficie
En 2021, sa population est de 213 967 habitants avec une superficie de 4 214,5 km2. Ce qui en fait la treizième ville la plus peuplée de la Côte d'Ivoire.

### Localisation
La ville de Bouaflé est située au centre-ouest ivoirien, à 306 km d'Abidjan, la capitale économique, et à 59 km de Yamoussoukro, la capitale politique et administrative de la Côte d'Ivoire.
La ville est proche du lac de Kossou.

### Villes voisines
La ville de Bouaflé est voisine des villes de Yamoussoukro, à l'est, de Bonon et Daloa, à l'ouest, de Zuénoula, au nord, et de Sinfra, au sud. Elle est également reliée à Sakassou, à l'est, par navette nautique sur le lac de Kossou. 

### Voyage et transport
Bouaflé est desservie par plusieurs axes routiers majeurs reliant Yamoussoukro, Daloa et Zuénoula. Le transport interurbain est assuré principalement par des compagnies locales, telles que UTB (Union des Transports de Bouaké) ou CTE, permettant de relier Bouaflé à d'autres villes du pays. Les infrastructures routières restent variables en qualité, notamment sur certains tronçons secondaires1.

## Historique
Étymologiquement, Bouaflé, signifie en langue Gouro : « Marché au poisson » (boua = silure supérieur à 25 kilogrammes et flé = marché)
Bouaflé, devenue aujourd’hui un carrefour, un point de rencontres entre les peuples de la savane et de la forêt, a pour ethnie principale les populations d’origine Gouro, venues de la forêt et des populations d’origine Baoulé (Ayaou et Yaouré en partie). Les Ayaou et Yaouré proviennent de la savane, auxquels viendront s’ajouter plus tard d’autres ethnies ivoiriennes et des pays voisins. Les Gouro, venus tout droit de l’Ouest du groupe Mandé Sud, créèrent le village de Goblata, qui veut dire franchi de force une côte ou un obstacle. Quelque temps plus tard, des querelles internes s’installèrent. Ainsi, le village de Goblata devenu Koblata aujourd’hui se divisa en trois portions pour former les trois villages actuels que sont Koblata, Lopouafla et Déhita. Les premières migrations en Côte d’Ivoire des burkinabés de façon générale et en particulier à Bouaflé, datent du début du XXe siècle. Ces migrations qui entrent dans le cadre des premières migrations internationales en Afrique de l’Ouest, liées à l’économie de plantation suscitées par l’essor de la culture du café et du cacao. Dans le seul but d’accroître la main d’œuvre en Côte d’Ivoire, ces migrations ont été renforcées et forcées pendant la période coloniale. Ce fut l’ère du travail forcé qui a favorisé l’installation de plusieurs migrants Burkinabés à Bouaflé. Le territoire du département de Boufalé fut occupé par des migrants Burkinabés qui ont créé à leur arrivée trois villages de colonisation qui portent les noms de leurs villages d’origine. Il s’agit bien de Koupéla-Tenkodogo sur l’axe Bouaflé-Zuénoula ; Garango sur l’axe Bouaflé-Daloa et Koudougou sur l’axe Bouaflé-Yamoussoukro. Ces villages burkinabés ont été créés dès 1934 et constituent les vestiges des migrations forcées durant les périodes coloniales. Ces nombreuses et diverses vagues d’immigration qu’a connues la cité du violet-blanc, pourrait aisément affirmer qu’elle est bien une ville cosmopolite et à bras ouvert. Elle accueille plusieurs communautés de pays différents et ces différentes communautés vivent en parfaite harmonie et paisiblement. Pour un visiteur qui descend dans les rues de bouaflé, il est très facile pour lui de retrouver dans les rues, les traits marquant la présence des Burkinabés, des Maliens et des Guinéens mais également des Baoulés Ayaou, des Gouros ou des Yowrê.

## Administration

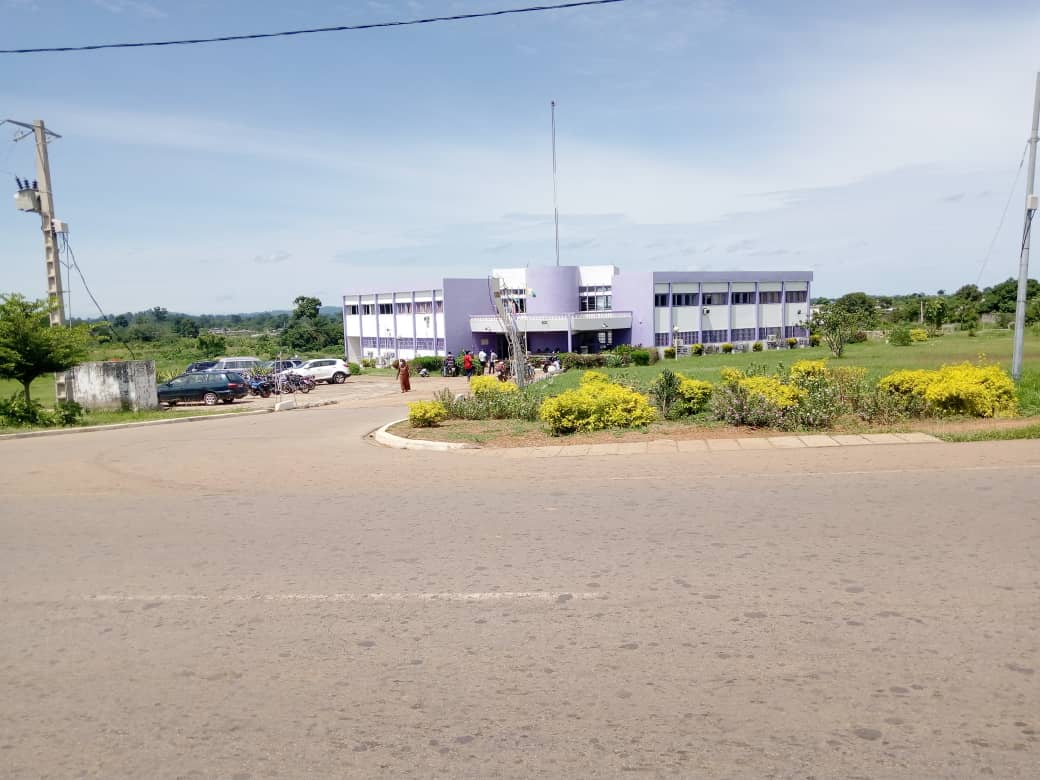
Bâtiment de la Marie de Bouaflé

Une loi de 1978 a institué 27 communes de plein exercice sur le territoire du pays.
| Date d'élection | Identité               | Parti    | Qualité         | Statut |
| --------------- | ---------------------- | -------- | --------------- | ------ |
| 1980            |                        | PDCI-RDA | Homme politique | élu    |
| 1985            |                        | PDCI-RDA | Homme politique | élu    |
| 1990            |                        | PDCI-RDA | Homme politique | élu    |
| 1995            |                        | PDCI-RDA | Homme politique | élu    |
| 2001            | Adjé Dominique         | RDR      | Homme politique | élu    |
| 2013            | Léhié Bi Kribou Lucien | PDCI-RDA | Homme politique | élu    |

## Société

### Démographie

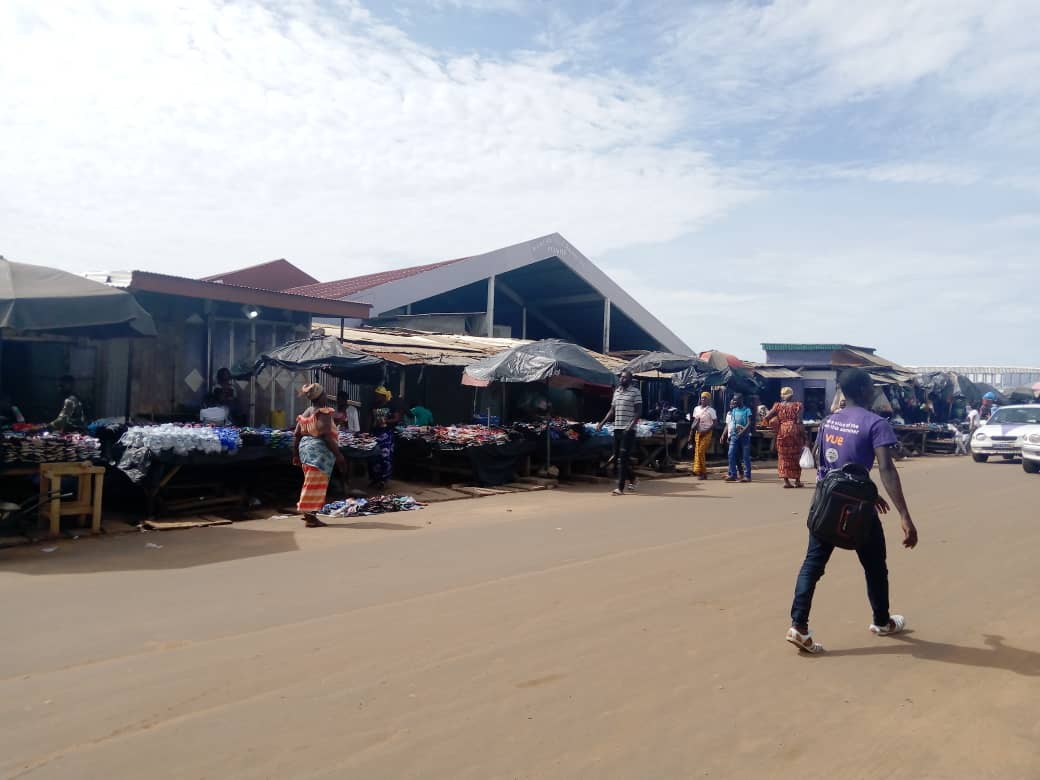
Marché de Bouaflé

La population est composée de Baoulé, Gouro et Yohouré.

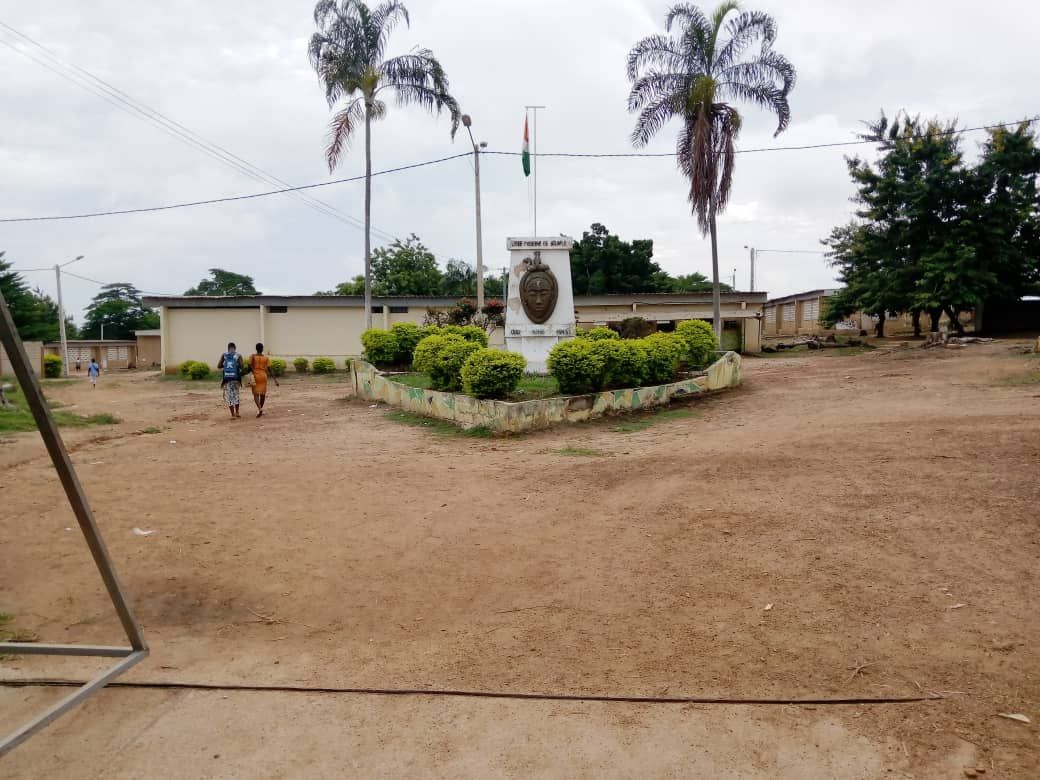
L'entrée du Lycée Moderne 1 de Bouaflé

| Rec. 1975 | Rec. 1988 | Est. 2010 | 2021    |
| --------- | --------- | --------- | ------- |
| 17 188    | 34 562    | 68 108    | 213 967 |

### Éducation
Le département de Bouaflé dispose de 27 établissements scolaires secondaires parmi lesquels nous avons, sept publics et 20 privés, de 377 écoles primaires dont 363 publiques et 14 privées, ainsi que deux centres de formation professionnelle, à savoir le centre de formation professionnelle évangélique et l’Institut ivoiro-japonais (IPIG).

### Langues
Depuis l'indépendance, la langue officielle dans toute la Côte d'Ivoire est le français. La langue véhiculaire, parlée et comprise par la majeure partie de la population, est le dioula mais la langue vernaculaire de la région est le gouro suivi du Yohouré et enfin du Baoulé. Le français, effectivement, parlé dans la région, comme à Abidjan, est communément appelé le français populaire ivoirien ou français de dago aux accents africains, au vocabulaire spécifique et à la prononciation typique. Une autre langue parlée est le nouchi, un créole basé sur le français et les langues locales (principalement le djoula) parlé surtout par les jeunes et qui est aussi la langue dans laquelle sont écrits 2 magazines satiriques, Gbich! et Y a fohi. Le département de Bouaflé accueillant de nombreux ivoiriens issus de toutes les régions du pays, toutes les langues vernaculaires du pays, environ une soixantaine, y sont pratiquées.

## Religion

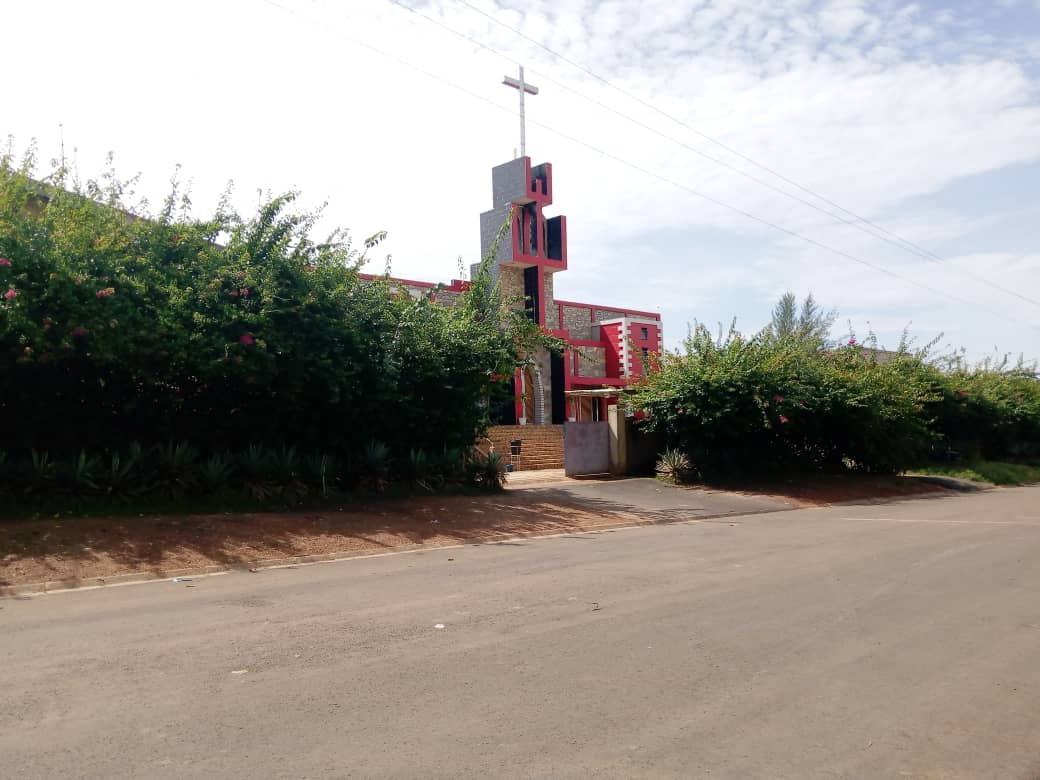
Église Catholique Miséricorde Divine

La ville dispose de paroisses catholiques, parmi lesquelles la paroisse Saint-Augustin et la Paroisse Miséricorde Divine, au sein du diocèse de Daloa.

## Sports

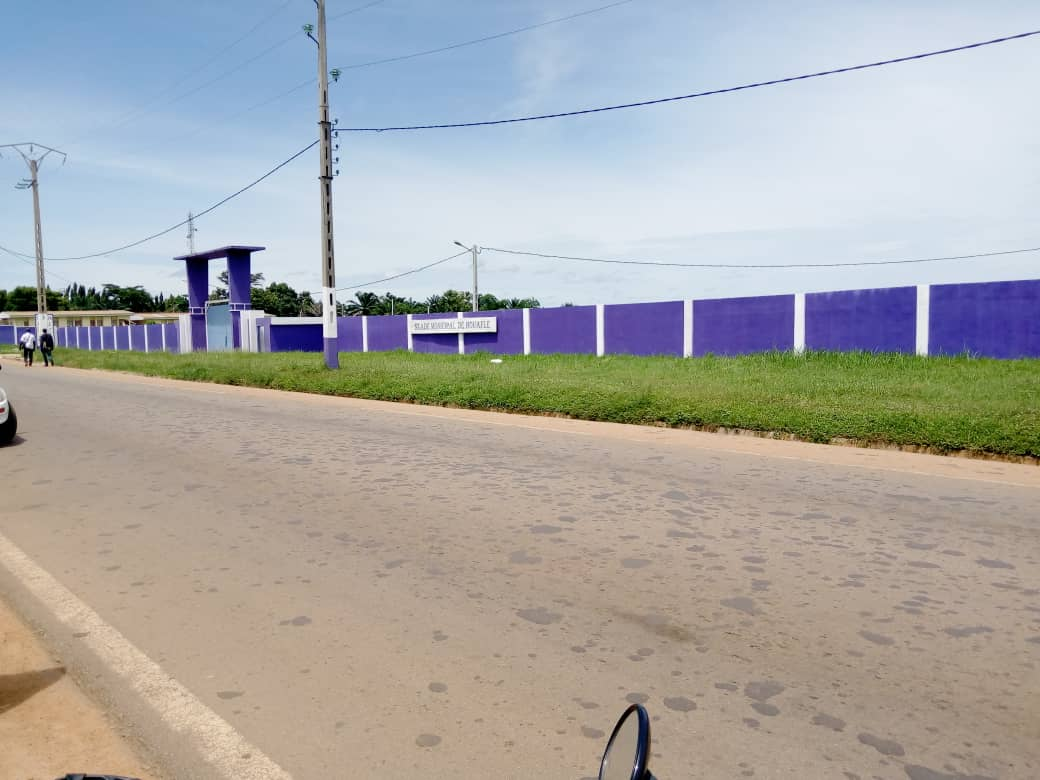
Le Stade Municipal vu de l'extérieur

Les compétitions sportives se déroulent exclusivement au chef-lieu du département, les autres localités ne disposant d'aucune infrastructure dédiée : la ville dispose de 2 clubs de football, le Club Omnisports de Bouaflé, vainqueur de la Coupe de Côte d'Ivoire de football en 2004 et qui évolue en MTN Ligue 2 et le St-Raphaël FC de Bouaflé, qui évolue en Championnat de Division Régionale, équivalent d'une « 4e division ». Comme dans la plupart des villes du pays, il est organisé, de façon informelle, des tournois de football à 7 joueurs qui, très populaires en Côte d'Ivoire, sont dénommés Maracanas.

## Personnalités liées à la région
- Marie-Josée Ta Lou, athlète ivoirienne
- Victor Biaka Boda, homme politique
- Henriette Konan Bédié
- Abi Koffi Richmond, député de la région de la Marahoué